# 殺朱拔毛

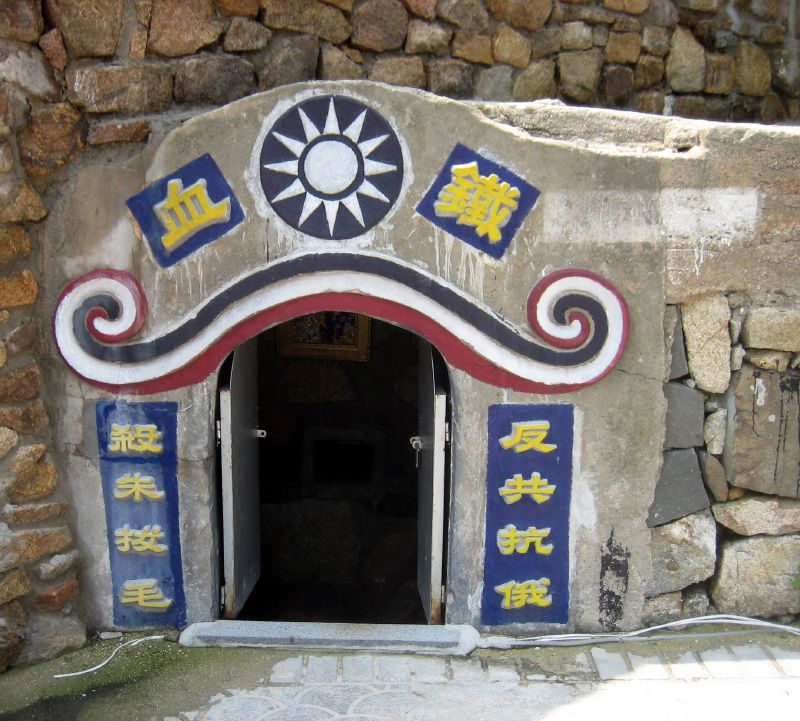
中華民國馬祖防空洞對聯標語「反共抗俄，殺朱拔毛」

殺朱拔毛是中華民國政府在1950至1960年代剿匪、戡亂運動的口號，取豬隻宰殺程序的「殺豬拔毛」之諧音，其中「朱」指朱德，「毛」則指毛澤東。起源於1930年代國民政府圍剿實行武裝割據之中共「蘇區」。
戰爭時期，中共的軍權高於政權，所以中華蘇維埃共和國「中央革命軍事委員會」主席朱德排名在「中央執行委員會」主席毛澤東之前。國民黨也稱彼等為「朱毛軍」、「朱毛匪幫」。外界常有誤解認為朱德在前係屬挑撥，乃誤傳。
在中華民國政府轉進台灣後，「殺朱拔毛」並未因毛澤東地位已遠超過朱德而改變，且成為跟「反攻大陸，解救同胞」一樣頻繁出現的政治口號，甚至有榮民及朝鲜战争的反共義士倣傚岳母替岳飛刺字的故事，將此四字刺在身上。